# Alexandre Vedernikov (basse lyrique)
Ne doit pas être confondu avec Alexandre Vedernikov (chef d'orchestre).
Pour les articles homonymes, voir Vedernikov.
Alexandre Filippovitch Vedernikov (en russe : Алекса́ндр Фили́ппович Веде́рников ; 23 décembre 1927 - 9 janvier 2018) est un chanteur d'opéra de l'ère soviétique puis russe, également chanteur de chambre (basse) et professeur. 

## Biographie
Alexandre Vederniko a été soliste du théâtre Bolchoï de l'URSS de 1958 à 1990.
Son fils est le chef d'orchestre russe Alexandre Vedernikov. Ils sont enterrés au cimetière Miousskoïe de Moscou.

## Prix
- Lauréat du concours d'artistes du Festival mondial de la jeunesse et des étudiants (2e prix, 1953)
- Lauréat du Concours international Robert Schumann pour pianistes et chanteurs (1956)
- Lauréat du concours de toute l'Union pour l'exécution d'œuvres de compositeurs soviétiques (1er prix, 1956)
- Artiste émérite de la RSFSR (1961)
- Artiste populaire de la RSFSR (1967)
- Prix d'État de l'URSS (1969)
- Artiste du peuple de l'URSS (1976)